# Friedrich Engels
|  | Engels dirigeix aquí. Per a la ciutat russa, vegeu Engels (Rússia). |

|  | No s'ha de confondre amb Friedrich Engel. |

Friedrich Engels (Barmen, 28 de novembre de 1820 - Londres, 5 d'agost de 1895) fou un filòsof socialista alemany i cofundador, conjuntament amb Karl Marx, del socialisme científic. Els dos van iniciar una col·laboració teòrica i política que duraria la resta de les seves vides.

## Biografia
Nasqué a Barmen (Renània, actualment Wuppertal) en una família d'idees liberals moderades, amb una ferma lleialtat al regne de Prússia, que s'havia annexionat Renània el 1815, i una molt devota fe calvinista. El pare d'Engels era l'amo d'una fàbrica tèxtil a Barmen i soci de l'empresa cotonera Ermen & Engels, que posseïa una factoria a Salford, a l'àrea metropolitana de Manchester. Malgrat les seves idees revolucionàries, Engels sempre va poder comptar amb l'ajuda econòmica de la família.
En la seva època d'estudiant, Engels va demostrar talent poètic, però el seu pare el va fer treballar als negocis familiars. Per això, entre 1838 i 1841 va romandre a Bremen com a aprenent en una empresa exportadora. Tanmateix, tot i no descurar mai la seva feina a l'empresa, va començar a interessar-se per autors revolucionaris i liberals com ara Ludwig Börne, Karl Gatzkow i Heinrich Heine. Aviat, però, va abandonar aquests pensadors per ser les seves idees massa vagues i va iniciar la relació amb les idees dels joves hegelians, entre els quals s'hi incloïen Bruno Bauer i Max Stirner: un grup de filòsofs d'esquerres seguidors de la dialèctica hegeliana, segons la qual el progrés racional i el canvi històric resulten del conflicte entre punts de vista oposats, i aquest conflicte és el que porta a una nova síntesi. Partint d'aquest plantejament, els joves hegelians intentaven accelerar el procés de canvi històric criticant tot allò que consideraven irracional, antiquat i repressiu. El seu primer atac fou contra els fonaments del cristianisme, fet que va convertir Engels d'agnòstic en ateu militant. Malgrat no tenir formació universitària, gràcies al prestigi adquirit per una sèrie d'articles publicats a Bremen sota el pseudònim de Friedrich Oswald, Engels va aconseguir ser admès al cercle dels joves hegelians, on conegué i feu amistat amb Karl Marx.
Després d'haver acabat el servei voluntari d'un any en un regiment d'artilleria a Berlín, la capital del regne de Prússia (1842), Engels va conèixer Moses Hess, segons el qual, la conseqüència lògica de la filosofia hegeliana i de la dialèctica era el comunisme. Hess considerava Anglaterra un focus revolucionari a causa de la seva avançada industrialització, el seu proletariat creixent i els seus freqüents conflictes de classe. Això va motivar Engels a voler continuar la seva formació laboral a la fàbrica que el seu pare tenia a Salford, on va veure com el capitalisme salvatge afavoria la deshumanització: «Dones incapacitades per a la maternitat, nens deformats, homes afeblits, extremitats aixafades, generacions senceres destrossades, assetjades per la malaltia, tot això únicament per a omplir les butxaques de la burgesia»

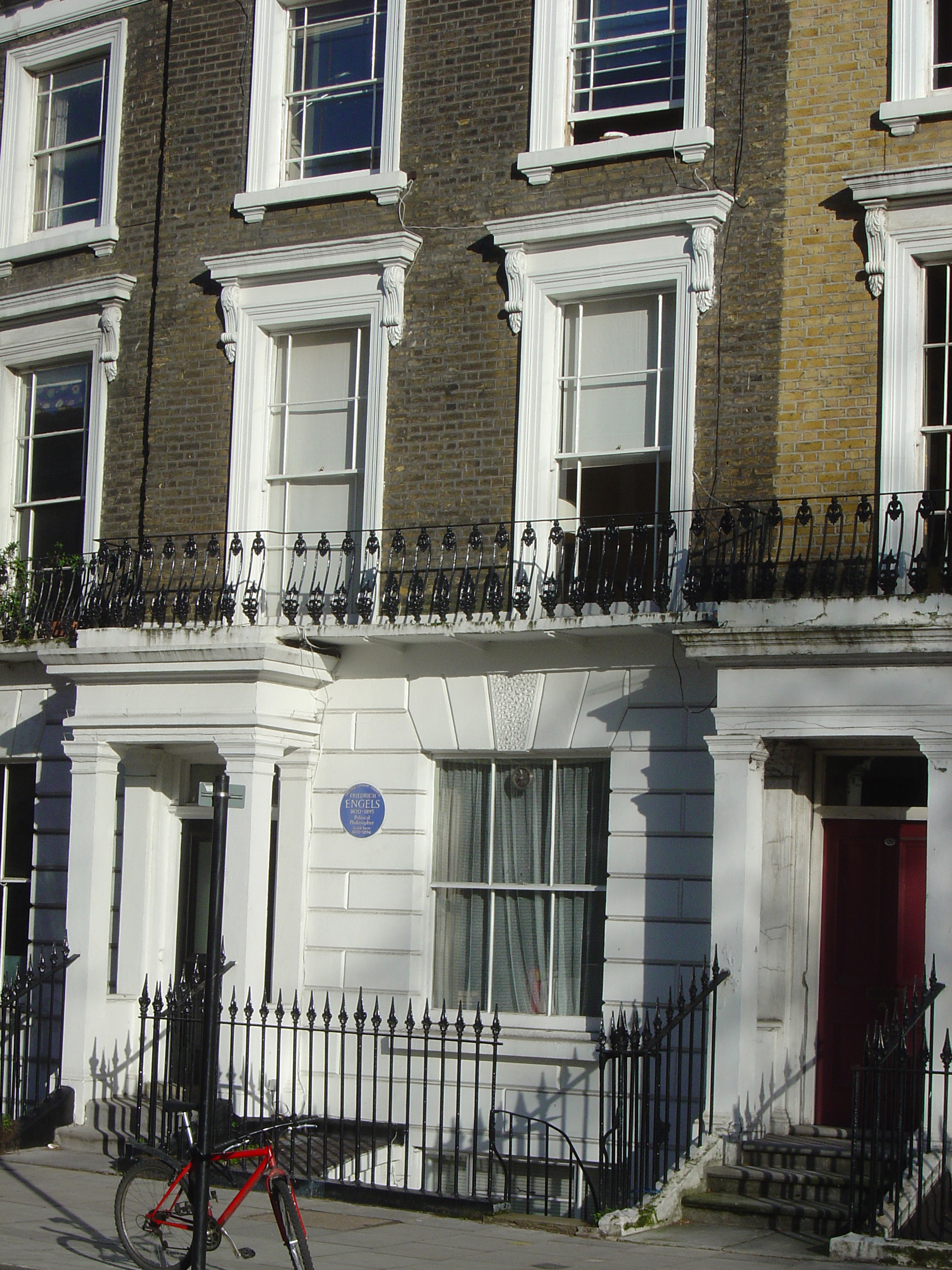
Casa d'Engels a Anglaterra

A Anglaterra, on va estar-s'hi des de 1842 a 1844, va observar personalment els efectes de l'explotació capitalista del proletariat, la propietat privada i la competència entre els individus. Engels va dur-hi la doble vida que el caracteritzaria sempre: treballar amb èxit a l'empresa familiar i, en el seu temps lliure, relacionar-se amb els cercles radicals i comunistes. A Manchester va conèixer Mary Burns, una jove irlandesa de classe obrera sense formació que va exercir un paper clau en el seu desenvolupament, i amb qui va conviure sense casar-se, fet que resultava tant de l'aversió d'Engels a la institució matrimonial com, possiblement, del temor que la seva família no acceptés Mary. A la mort de Mary (1863), Engels va amistançar-se amb Lizzy, germana de Mary. El 1844, Engels va escriure dos articles per al Deutsch–Französische Jahrbücher, editat per Marx a París, on hi exposava els que després serien els principis del marxisme: les contradiccions de la doctrina econòmica liberal feien que el sistema basat en la propietat privada hagués de portar a un món dividit entre burgesos i pobres, això no obstant, la revolució duria a l'eliminació de la propietat privada i a la reconciliació de la humanitat amb la natura i amb si mateixa.
El 1845, Engels va publicar en alemany el seu primer llibre, Die Lage der arbeintenden Klasse in England («La situació de la classe obrera a Anglaterra»), i també va escriure conjuntament amb Marx La ideologia alemanya. La col·laboració d'Engels amb Marx, establerta a partir de 1844, va dur a la publicació del Manifest del Partit Comunista, que, tot i ser principalment obra de Marx, recollia força les idees expressades per Engels a Grundsätze des Kommunismus («Principis del Comunisme»), escrit el 1847.
A Anglaterra, on va anar-hi a viure, igual que Marx, després de la fi de les revolucions de 1848 a Alemanya, per tal de guanyar-se la vida i de poder mantenir Marx i la seva família, Engels va acceptar treballar com a empleat a Ermen & Engels, de la qual, el 1864, n'esdevingué soci. La ideologia comunista no va interferir mai la seva gestió com a empresari, que va dur a terme d'una manera convencional sense assajar experiments socials com els que havia intentat Robert Owen a New Harmony. Per això, quan el 1869 va vendre's la seva part del negoci, Engels en va tenir prou per a viure de les rendes tota la seva vida i, a més, passar una pensió mensual a Marx.
Durant aquestes dues dècades, quan Engels es va retirar del negoci i va poder finalment reunir-se amb el seu amic a la capital anglesa, els dos pensadors van viure el període més intens de les seves vides, comparant notes diverses vegades a la setmana sobre els principals esdeveniments polítics i econòmics de l'època. La majoria de les 2.500 cartes que van intercanviar daten d’aquests dos decennis, durant els quals també van enviar unes 1.500 peces de correspondència a activistes i intel·lectuals de gairebé vint països. A aquest imponent total cal afegir unes 10.000 cartes de tercers a Engels i Marx, i altres 6.000 que, encara que ja no es poden rastrejar, se sap amb certesa que van existir. Es tracta d'un tresor inestimable, que conté idees que, en alguns casos, no van aconseguir desenvolupar plenament en els seus escrits.
Els articles apareguts a The New York Tribune entre 1851 i 1852, signats per Marx eren, en realitat, d'Engels, qui va publicar-los sota el seu nom amb el títol Revolution and Counter-Revolution in Germany in 1848 («Revolució i contrarevolució a Alemanya el 1848»). En la col·laboració entre Marx i Engels, aquest darrer era l'especialista en qüestions de nacionalisme, afers militars, relacions internacionals i en ciències, i sovint Marx demanava a Engels que li aclarís qüestions d'economia, sobretot en temes de gestió empresarial.
Engels va dur a terme una tasca divulgadora del primer volum d'El capital, aparegut el 1867 i reeditat el 1873, fent-ne ressenyes. Després de la mort de Marx el 1883, Engels va esdevenir la principal autoritat del pensament marxista, va completar els volums segon i tercer d'El capital a partir dels esborranys manuscrits de Marx. De fet, algunes de les crítiques de Marx a l'economia burgesa expressades a El capital ja apareixien enunciades a Umrisse zu einer Kritik der Nationalökonomie («Esbós d'una crítica de l'economia política»), una crítica als economistes clàssics com Adam Smith, David Ricardo, John Stuart Mill i Jean-Baptiste Say, escrita per Engels el 1844.

## Anti-Dühring
Per tal de refutar els plantejaments de Karl Eugen Dühring, un professor de Berlín que qüestionava el lideratge de Marx entre els socialdemòcrates alemanys, el 1878 Engels va escriure Herrn Eugen Dührings Umwälzung der Wissenschalft («La revolució del senyor Eugen Dühring en ciència», obra coneguda popularment com l'«Anti-Dühring»). Aquesta obra, un dels escrits més llegits pel moviment obrer abans de la Primera Guerra Mundial i que va promoure el coneixement del pensament marxista, conté tres parts: Filosofia, Economia Política i Socialisme.
A la primera part, Engels hi afirma que les ciències naturals, fins i tot les matemàtiques, són dialèctiques, ja que la realitat observable és dialèctica; el mètode dialèctic d'anàlisi i de pensament s'imposa als homes per les forces materials a què s'enfronten, per tant, resulta correcte aplicar-lo a l'estudi de la història i de la societat humana. Fent la crítica dels plantejaments de Dühring, segons els quals les forces polítiques prevalen sobre totes les altres en la configuració de la història, Engels proporciona una clara exposició de la seva concepció materialista de la història, que presenta els factors econòmics com a les forces principals de la història. Aquesta teoria té una validesa general, però els fenòmens concrets s'han d’estudiar a partir del seu desenvolupament particular. Entendre una situació concreta necessita una anàlisi empírica que després podrà ser assimilada dins de l'esquema general de la dialèctica.
Els capítols d'Economia Política són una introducció a les principals idees econòmiques de Marx: el valor (simple i complex), el treball, el capital i la plusvàlua. A Socialisme, formula de nou la crítica al sistema capitalista feta a El capital. Al final, Engels hi descriu com seria la societat socialista: la noció de valor ja no hi tindrà més relació amb la distribució de productes perquè, aleshores, tot treball esdevé treball social i la quantitat de treball social que tot producte conté no necessita pas ser valorat mitjançant un intercanvi; la divisió del treball i la separació del camp i la ciutat desapareixeran amb la supressió del caràcter capitalista de la indústria moderna; gràcies a l'economia planificada, la indústria s'establirà a tot arreu del país segons les necessitats de l'interès col·lectiu. Un cop alliberat l'home de l'opressió capitalista, l'Estat i la religió moriran del mort natural.

## L'origen de la família, de la propietat privada i de l'Estat
A L'origen de la família, de la propietat privada i de l'Estat, escrit el 1884, Engels hi aplica la teoria materialista de la història a l'estudi de la societat primitiva, Així, doncs, arriba a la conclusió que el principal factor de la història és la producció i la reproducció de la vida mateixa, que presenta dos aspectes: d'una banda, la de les subsistències i dels instruments de treball i, de l'altra, la dels subjectes en si. Les institucions socials d'una època i d'un país determinat depenen d'aquestes dues classes de producció, del grau de desenvolupament del treball i de la família. Si el treball i la riquesa social es troben poc desenvolupats, tal com passa en les societats primitives, llavors els llaços familiars es fan més predominants en la constitució de la societat. Ací, Engels admet que durant bastant de temps, fins a la dissolució de la comunitat primitiva, la producció de béns no formava pas la base de la constitució social, ja que aquesta depenia de l'evolució de la família; la selecció natural feu passar cada poble des de la promiscuïtat primitiva a establir la institució familiar. El factor econòmic va anar guanyant importància fins a esdevenir preponderant sobre el factor familiar i aconseguir la primacia en la vida social.
En la versió original –la de 1847- del Manifest comunista la frase «La història de totes les societats que han existit fins avui és la història de la lluita de classes» resumeix la concepció materialista de la Història de Marx i Engels. Ara bé, en una nota a peu de pàgina de l'edició anglesa de 1888 i de l'alemanya de 1890, Engels hi explica que, la frase hauria de a ser «La història escrita de totes les societats que han existit fins avui és la història de la lluita de classes», car el 1847 no hi havia cap coneixement sobre les societats prehistòriques, anteriors a la història escrita. Segons Engels, els estudis duts a terme d'ençà d'aleshores pels estudiosos de la prehistòria han descobert que la propietat comuna de la terra va ser la forma primitiva de la societat des de l'Índia fins a Irlanda. L'organització interna d'aquesta societat primitiva, afirma Engels, fou descoberta arran dels treballs de l'antropòleg Lewis Henry Morgan sobre la veritable naturalesa de la gens (grup de famílies descendents d'un avantpassat comú) dins de la tribu. Amb la divisió d'aquestes comunitats primitives comença la divisió de la societat en classes diferents que acaben oposades mútuament. A la nota a l'edició anglesa de 1888, Engels hi diu «Jo he provat de seguir aquest procés de dissolució a L'origen de la família, de la propietat privada i de l'Estat».

## Obra després de Marx
Després de la mort de Marx el 1883, Engels es va aplicar a corregir i preparar per a publicació els manuscrits que Marx havia deixat inconclusos en la seua preparació d'El capital. El tom II va veure la llum en 1885 i el III en 1894. Esta obra va ser el centre dels seus esforços fins a la seua mort, que va ocórrer abans que poguera donar a llum el que hauria sigut un tom IV. El nom d'Engels no figura, però, en l'autoria d'eixos volums, però és indubtable que hi ha molt de la seua mà en ells. Engels va continuar publicant obres originals, com Ludwig Feuerbach und der Ausgang der klassischen deutschen Philosophie «Ludwig Feuerbach i el fi de la filosofia clàssica alemanya», així com articles de premsa.
Engels no va tenir només protagonisme propi com a teòric del socialisme, a pesar de com ens apareix de contradictòria la seua doble condició d'empresari i revolucionari, sinó que va continuar participant activament en el moviment socialista i comunista. Va ser secretari de la Primera Internacional obrera des de 1870, i va participar també en la fundació de la Segona Internacional. Va intervindre, per les seues responsabilitats, en la vida política dels partits afiliats a la Internacional al Sud d'Europa i a l'Est de Romania i Rússia, i va escriure llibres i articles respecte a això. Engels, en qualitat de teòric i fundador del socialisme científic, va contribuir a definir formulacions sobre la lluita de classes.

## Després de la mort de Marx
Després de la mort de Marx, Engels es va convertir en el líder de la socialdemocràcia alemanya, de la Segona Internacional i del socialisme mundial, salvaguardant l'essencial de la ideologia marxista, a la que ell mateix havia aportat matisos relatius a la desaparició futura de l'Estat, a la dialèctica i a les complexes relacions entre la infraestructura econòmica i les superestructures polítiques, jurídiques i culturals.
Engels es va oposar al radicalisme esquerrà, tot i que tampoc no va conciliar amb l'evolució reformista del moviment revolucionari, reeditant Kritik des Gothaer Programms («Crítica al programa de Gotha») i Der Bürgerkrieg in Frankreich («La guerra civila a França»)', i finalment publicant la Crítica al programa socialdemòcrata (alemany) de 1891. Va donar lloc així a la revisió que va conduir al Programa d'Erfurt, amb el qual sí que s'identificava. El seu col·laborador Eduard Bernstein i altres dirigents van conduir a la socialdemocràcia alemanya cap al reformisme parlamentarista, extraient del llegat d'Engels una legitimitat que és negada des de l'altra banda del moviment, la que va conduir a la formació dels partits comunistes i la III Internacional.
Engels no sols va aplicar el materialisme històric en els seus escrits, sinó que va desenvolupar i va aplicar també el materialisme dialèctic, que arribaria a ser la filosofia oficial del moviment comunista després de la Revolució Russa de 1917. Engels capgira la dialèctica hegeliana argumentant que el concepte no procedeix de cap absolut ni es resol al fer-se món, més bé les idees i conceptes són el reflex de la matèria en la ment humana, la qual és capaç de copsar llur moviment dialèctic i convertir-lo en ciència. És a dir, no s'ha d'estudiar com es desenvolupa el concepte en un procés real sinó el contrari, com un procés real arriba a conceptualitzar-se en el pensament. Elements importants de les seues últimes concepcions filosòfiques es troben en Dialèctica de la natura, publicada pòstumament el 1925, encara que moltes de les seues anàlisis o exemples havien perdut valor quan es van publicar en 1925, en el marc de creixement explosiu de les ciències naturals i de debat epistemològic.
Engels també va revelar de manera brillant com la planificació i regeneració urbanes eren escenaris del conflicte de classes. És el pare de la sociologia urbana moderna, que va explicar amb conceptes amb els quals només ara estem familiaritzats com l'espai urbà sempre es construeix amb criteris socials i econòmics. Els comentaristes actuals sobre la privatització de l'espai públic o el treball de Mike Davis sobre el nostre planeta de ciutats misèria s'inspiren en la crítica pionera d'Engels de la Manchester industrial.